# 马加萨
马加萨（義大利語：Magasa），是意大利布雷西亚省的一个市镇。总面积19.18平方公里，人口155人，人口密度8.1人/平方公里（2009年）。国家统计（ISTAT）代码为017098。